# Rafig Nasirov
Rafig Alish oglu Nasirov (en azerí: Rafiq Əliş oğlu Nəsirov; Sabirabad, 27 de mayo de 1947-29 de noviembre de 2024) fue un pintor azerbaiyano, galardonado con el título "Artista del pueblo de la República de Azerbaiyán" en 2007, jubilado personal del Presidente de la República de Azerbaiyán desde 2017.

## Biografía
Rafig Nasirov nació el 27 de mayo de 1947 en la ciudad de Sabirabad de Azerbaiyán. En 1961 estudió en la Facultad de Arquitectura del Colegio Politécnico. Después de graduarse del colegio en 1964, ingresó en la Facultad de Arquitectura de la Universidad Técnica de Azerbaiyán.
En 1969 empezó a trabajar como arquitecto en el estudio cinematográfico Azerbaijanfilm. Desde 1980 está a cargo del departamento de elementos decorativos y desde ese mismo año trabaja como escenógrafo. Durante estos años fue autor de más de 40 largometrajes.
Rafig Nasirov es jubilado personal del Presidente de la República de Azerbaiyán por sus servicios en el desarrollo del cine azerbaiyano desde 2017.

## Premios y títulos
- Artista de Honor de Azerbaiyán (2000)[5]
- Premio Humay (2003)
- Artista del pueblo de la República de Azerbaiyán (2007)[6]
- Jubilado personal del Presidente de la República de Azerbaiyán (2017)[7]